# Pterula phyllodicola
Pterula phyllodicola är en svampart som beskrevs av Corner 1970. Pterula phyllodicola ingår i släktet Pterula och familjen mattsvampar.   Inga underarter finns listade i Catalogue of Life.